# Jerzy Stroba

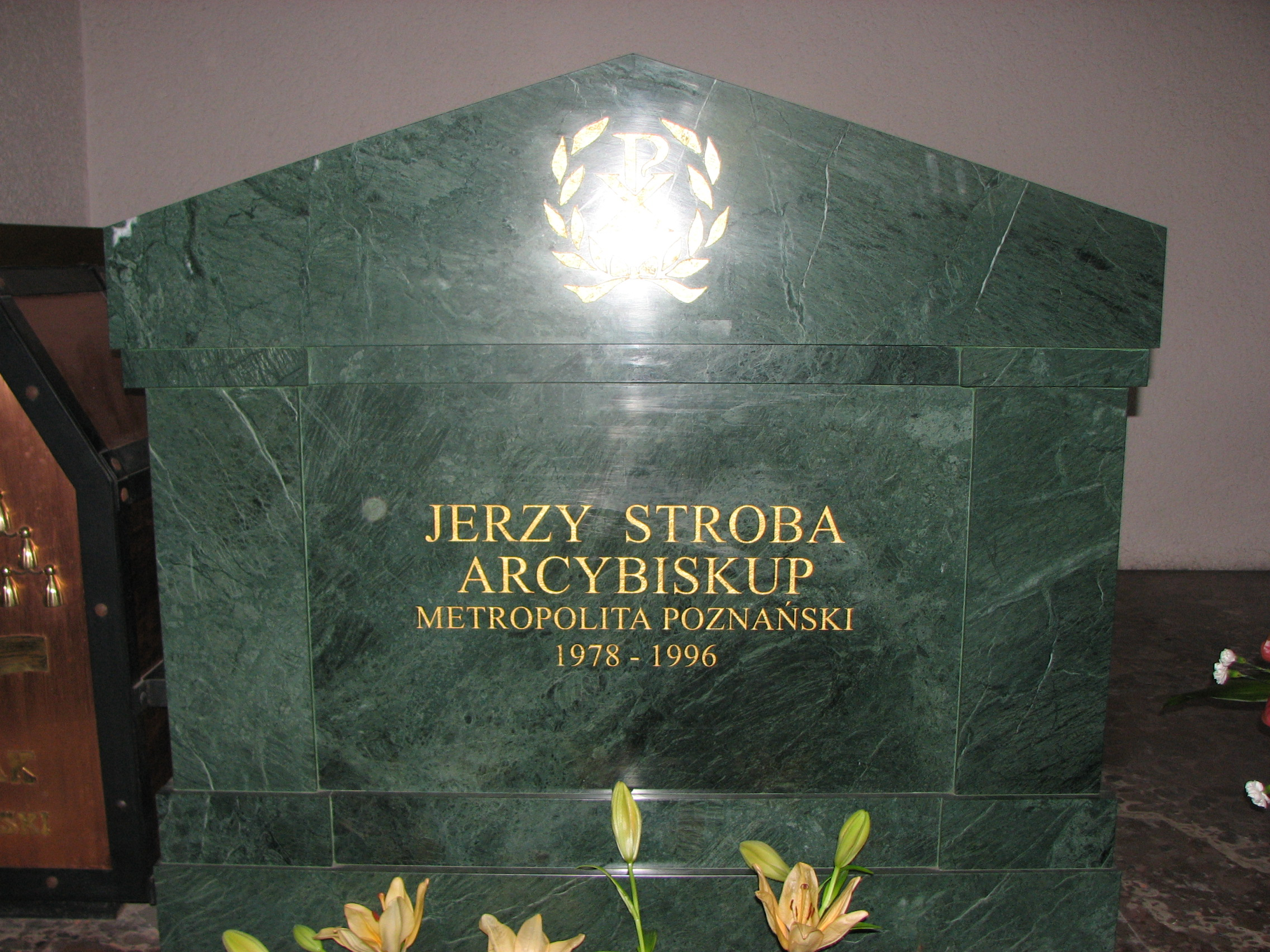
Nagrobek arcybiskupa Jerzego Stroby w archikatedrze poznańskiej

Jerzy Jan Stroba (ur. 17 grudnia 1919 w Świętochłowicach, zm. 12 maja 1999 w Poznaniu) – polski duchowny rzymskokatolicki, doktor nauk teologicznych, rektor Wyższego Śląskiego Seminarium Duchownego w Krakowie w latach 1955–1958, biskup pomocniczy gorzowski w latach 1958–1972 (do 1967 formalnie gnieźnieński), biskup diecezjalny szczecińsko-kamieński w latach 1972–1978, arcybiskup metropolita poznański w latach 1978–1996, wiceprzewodniczący Rady Konferencji Biskupów Europy w latach 1974–1983, od 1996 arcybiskup senior archidiecezji poznańskiej.

## Życiorys
Urodził się 17 grudnia 1919 w Świętochłowicach w rodzinie Franciszka i Wiktorii z domu Wiechuły. W latach 1929–1937 kształcił się w Neoklasycznym Gimnazjum im. Odrowążów w Chorzowie, gdzie uzyskał świadectwo dojrzałości. W 1937 rozpoczął formację kapłańską w Wyższym Śląskim Seminarium Duchownym w Krakowie, od 1938 studiował również na Wydziale Teologicznym Uniwersytetu Jagiellońskiego. W 1939 po zamknięciu uczelni i seminarium przez okupanta przerwał studia, które od 1940 do 1943 kontynuował w Akademii Filozoficzno-Teologicznej w Vidnavie w archidiecezji wrocławskiej. Na prezbitera został wyświęcony 19 grudnia 1942 we Wrocławiu przez miejscowego arcybiskupa metropolitę kardynała Adolfa Bertrama. Inkardynowany został do diecezji katowickiej. W 1946 na Wydziale Teologicznym Uniwersytetu Jagiellońskiego otrzymał magisterium z teologii. Na tej samej uczelni w 1952 uzyskał doktorat z teologii dogmatycznej na podstawie dysertacji Zagadnienie nieskończoności w nauce św. Bonawentury.
W latach 1943–1945 pracował jako wikariusz w parafiach św. Marii Magdaleny w Chorzowie oraz Imienia Najświętszej Maryi Panny i św. Bartłomieja w Piekarach Śląskich. W 1949 został mianowany wikariuszem parafii św. Józefa w Katowicach, następnie w latach 1950–1955 był rektorem kościoła wizytek w Siemianowicach Śląskich. W 1958 został ustanowiony proboszczem parafii św. Józefa w Katowicach. W latach 1945–1946 był prefektem w Liceum Ogólnokształcącym w Nowej Wsi, następnie w Koedukacyjnym Liceum Ogólnokształcącym w Pszczynie, zaś w latach 1946–1950 w Gimnazjum i Liceum Żeńskim w Katowicach. Od 1949 do 1952 należał do redakcji „Gościa Niedzielnego”. W kurii diecezjalnej w Katowicach należał do Komisji Artystycznej Budownictwa Sakralnego, był cenzorem ksiąg religijnych i egzaminatorem prosynodalnym.
W latach 1952–1958 wykładał teologię dogmatycznej w Wyższym Seminarium Duchownym oo. Franciszkanów w Panewnikach. W 1955 podjął wykłady z sakramentologii, a w 1957 dodatkowo z historii sztuki kościelnej, w seminariach śląskim, częstochowskim i krakowskim. W latach 1955–1958 piastował urząd rektora Wyższego Śląskiego Seminarium Duchownego w Krakowie. Jako biskup pomocniczy gorzowski prowadził wykłady z sakramentologii i homiletyki w Wyższym Seminarium Duchownym w Gościkowie-Paradyżu.
4 lipca 1958 papież Pius XII mianował go biskupem tytularnym Aradusu i biskupem pomocniczym archidiecezji gnieźnieńskiej z zadaniem posługiwania w ordynariacie gorzowskim. Święcenia biskupie otrzymał 16 listopada w 1958 w prokatedrze Wniebowzięcia Najświętszej Maryi Panny w Gorzowie Wielkopolskim. Konsekrował go Antoni Baraniak, arcybiskup metropolita poznański, w asyście Wilhelma Pluty, ordynariusza gorzowskiego, i Juliusza Bieńka, biskupa pomocniczego katowickiego. Jako dewizę biskupią przyjął słowa „Da instrumentum Tuum esse” (Pozwól być Twoim narzędziem). 16 września 1967 został oficjalnie ustanowiony biskupem pomocniczym w Gorzowie Wielkopolskim. W kurii biskupiej w latach 1958–1972 sprawował urząd wikariusza generalnego, ponadto pełnił funkcje przewodniczącego Wydziału Nauki Katolickiej, Komisji Liturgicznej i Komisji Sztuki Kościelnej. Po śmierci arcybiskupa krakowskiego Eugeniusza Baziaka w 1963 był obok Karola Wojtyły i Tadeusza Fedorowicza kandydatem kościelnym na opuszczone arcybiskupstwo przedstawionym władzom państwowym.
28 czerwca 1972 decyzją papieża Pawła VI został przeniesiony na urząd biskupa diecezjalnego reaktywowanej diecezji szczecińsko-kamieńskiej. Rządy w diecezji objął kanonicznie 7 lipca 1972, a 8 października 1972 odbył ingres do katedry św. Jakuba w Szczecinie. Zorganizował kurię diecezjalną i sąd duchowny. Zreorganizował sieć parafii, erygował 49 nowych placówek duszpasterskich. Doprowadził do odbudowy 68 kościołów, również do powojennego odrestaurowania katedry, ubiegał się o pozwolenie na budowę diecezjalnego seminarium duchownego.
21 września 1978 został mianowany przez papieża Jana Pawła I arcybiskupem metropolitą poznańskim. Archidiecezję objął kanonicznie 7 października 1978, a ingres do archikatedry Świętych Piotra i Pawła w Poznaniu odbył 12 listopada 1978. Piastował urząd wielkiego kanclerza Papieskiego Wydziału Teologicznego w Poznaniu. W archidiecezji przeprowadził kongres eucharystyczny i synod. W 1983 podejmował w Poznaniu papieża Jana Pawła II podczas jego II podróży apostolskiej do Polski. 11 kwietnia 1996 Jan Paweł II przyjął jego rezygnację z obowiązków arcybiskupa metropolity poznańskiego.
W ramach prac Episkopatu Polski był przewodniczącym Komisji Katechetycznej (1958–1996), należał do Komisji Duszpasterstwa Ogólnego (1963–1996) i wszedł w skład Rady Głównej (od 1974). Od 1980 był członkiem Komisji Wspólnej Rządu i Episkopatu (od 1994 współprzewodniczącym), przewodniczącym delegacji Episkopatu Polski w komisji Mieszanej Stolicy Apostolskiej i Konferencji Episkopatu Polski ds. Konwencji między Watykanem a Polską, a także członkiem Komisji Stolicy Apostolskiej ds. Konkordatu (1992–1993). W latach 1972–1993 zasiadał w Radzie Konferencji Biskupów Europy (w latach 1974–1983 jako wiceprzewodniczący). W 1975 wszedł w skład Międzynarodowej Komisji Katechetycznej przy Kongregacji ds. Duchowieństwa, a w latach 1987–1992 był członkiem Papieskiej Komisji ds. Katechizmu Kościoła Katolickiego. Uczestniczył w IV sesji soboru watykańskiego II w 1965, w synodzie biskupów poświęconym katechizacji w 1977, w synodzie biskupów w 1985 z okazji 20. rocznicy zakończenia soboru watykańskiego II i w synodzie biskupów Europy w 1991.
Konsekrował biskupów pomocniczych poznańskich: Stanisława Napierałę (1980) i Zdzisława Fortuniaka (1982), a także biskupa pomocniczego kaliskiego Teofila Wilskiego (1995). Był współkonsekratorem podczas sakr biskupa diecezjalnego łódzkiego Józefa Rozwadowskiego (1968), biskupa pomocniczego szczecińsko-kamieńskiego Jana Gałeckiego (1974), biskupa pomocniczego koszalińsko-kołobrzeskiego Piotra Krupy (1984) i biskupa diecezjalnego katowickiego Damiana Zimonia (1985).
Zmarł 12 maja 1999 w Poznaniu. 16 maja 1999 został pochowany w archikatedrze poznańskiej.

## Wyróżnienia
Nadano mu honorowe obywatelstwo Świętochłowic (1993) i Poznania (1996).